# Muzeum Architektury we Wrocławiu
Muzeum Architektury we Wrocławiu – muzeum zarejestrowane w Państwowym Rejestrze Muzeów pod numerem 117/134. Jedyne w Polsce muzeum architektury. Posiada zbiory związane z architekturą oraz prezentujące w ramach wystaw czasowych twórczość architektów polskich i zagranicznych.

## Historia
W 1965 w odbudowanych wnętrzach klasztoru i dawnego kościoła pobernardyńskiego we Wrocławiu urządzono planowane tam już od lat 50. Muzeum Architektury. Początkowo było ono częścią Muzeum Wrocławia, od 1971 działa jako samodzielna instytucja.

## Galeria

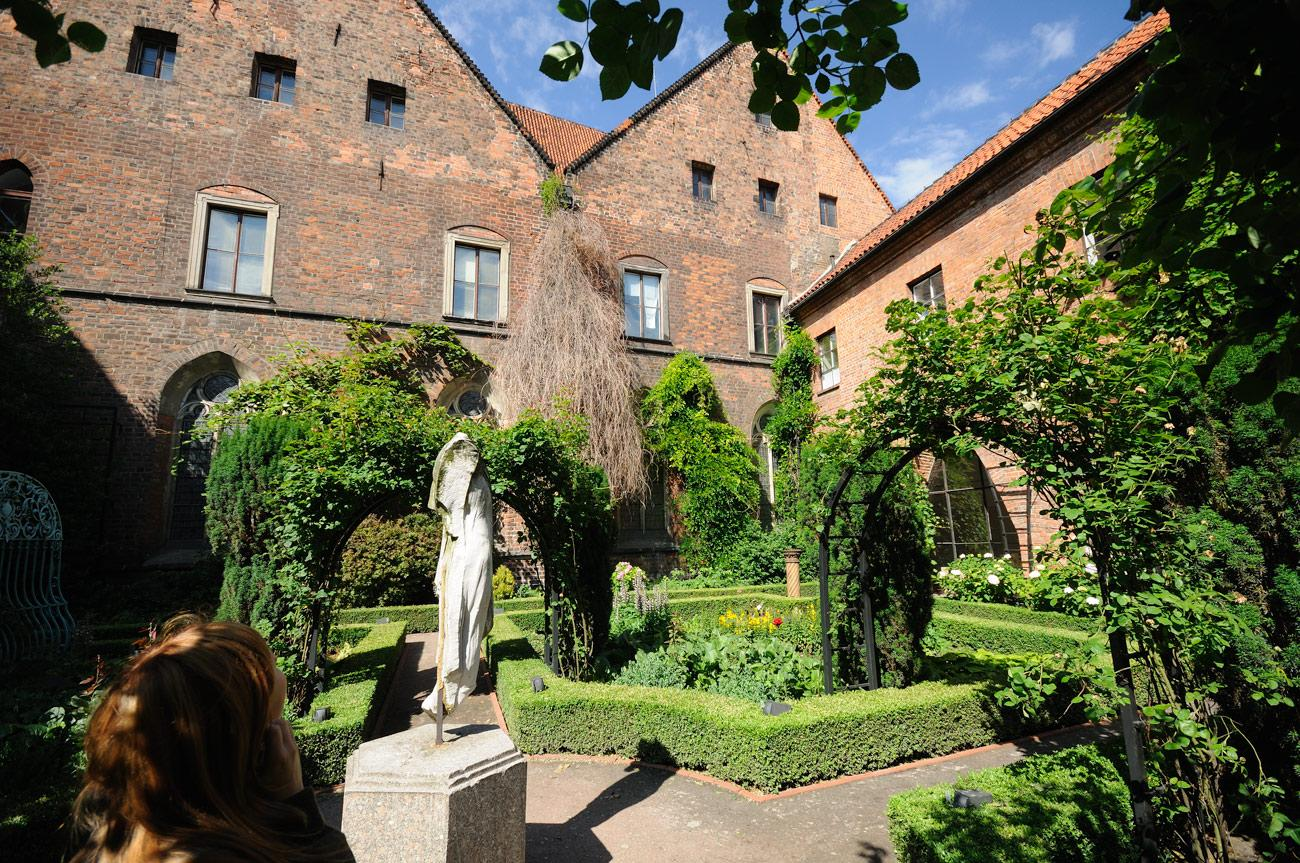
Dziedziniec Muzeum Architektury
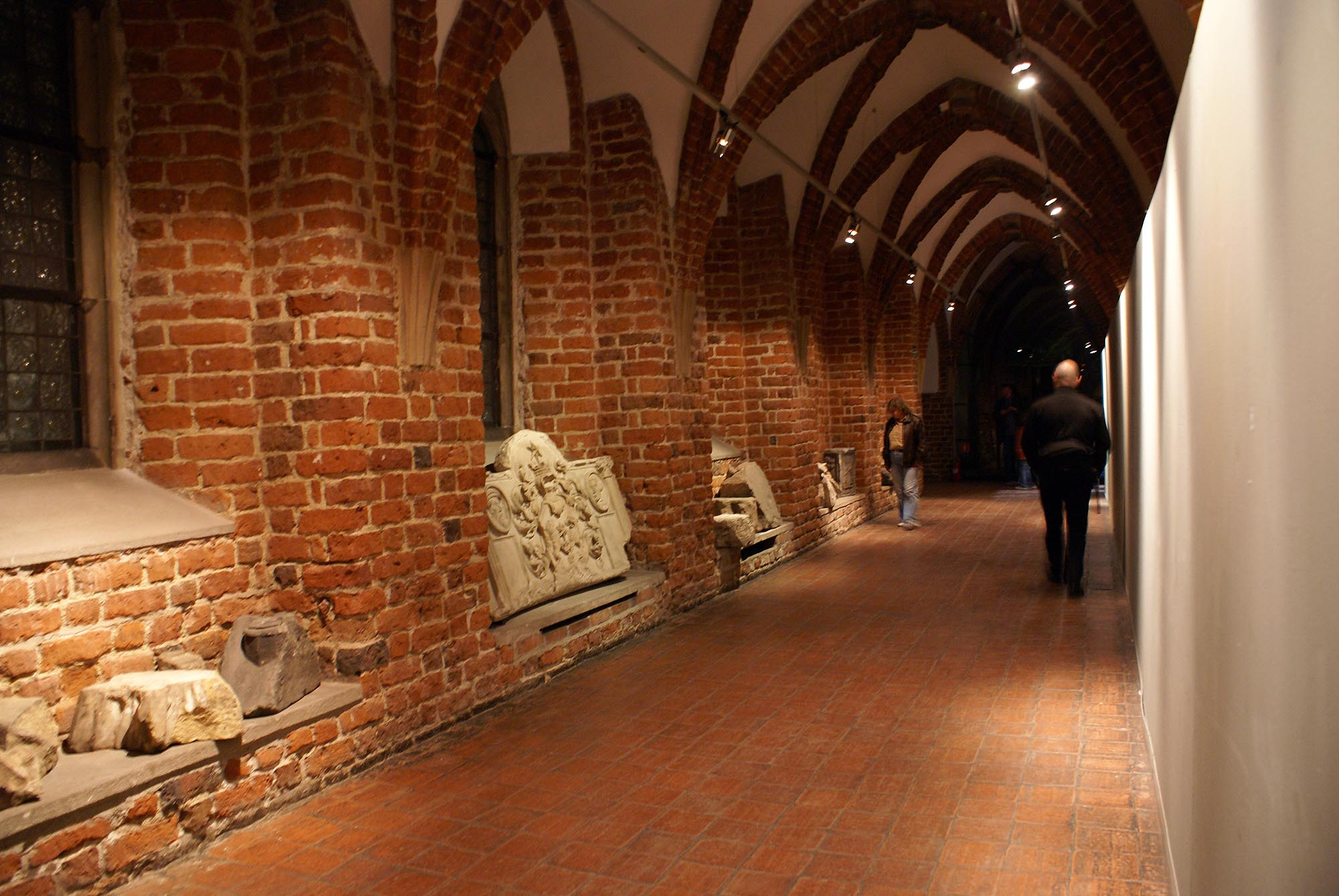
Wnętrze
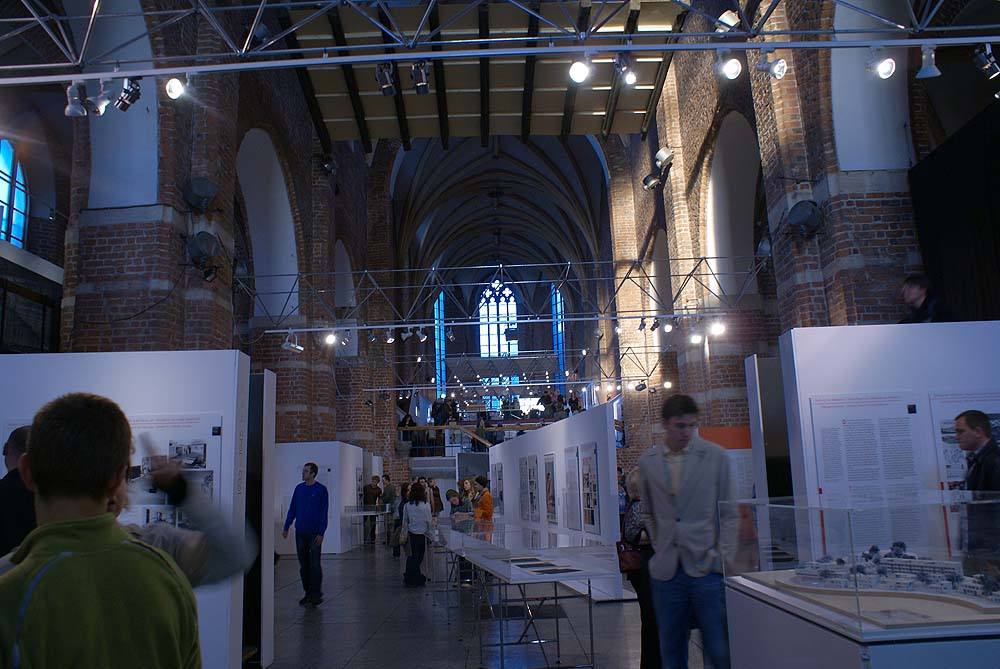
Fragment wystawy

## Zbiory
Muzeum, posiadające w swych zbiorach 25 tysięcy obiektów, wystawia stale około pięciuset z nich; są wśród nich liczne detale architektoniczne, plany, mapy, rysunki, szkice, modele, fotografie (w tym archiwum dokumentujące historię Wrocławia), zabytki rzemiosła związanego z architekturą, a także modele Wrocławia z okresu średniowiecza i z XIX wieku. Wśród detali architektonicznych, pochodzących zarówno ze zniszczonych w wojnie obiektów, jak i z wykopalisk archeologicznych, znajdują się wykusze, zworniki, godła kamienic, maswerki, a także cenny romański Tympanon Jaksy z opactwa na Ołbinie.
Zawsze można oglądać wystawy: architektury wczesnego średniowiecza Wrocławia, architektonicznego rzemiosła artystycznego od XII do XX w., rozwoju urbanistycznego Wrocławia pod nazwą „Wrocław – wczoraj, dziś i jutro”.
Często pokazywane są też wystawy czasowe sprowadzane z innych placówek w kraju, i z zagranicy. Muzeum jest członkiem założycielem Światowej Konfederacji Muzeów Architektury (ICAM). Spełnia ważną rolę jako instytucja kulturalna, w której odbywają się – poza wystawami – różne imprezy, jak: koncerty, pokazy teatralne, festiwale, spotkania, konferencje, odczyty, lekcje dla młodzieży szkolnej oraz promocje najnowszych technologii związanych z architekturą. Właśnie tu miały miejsce pokazy polskich teatrów alternatywnych takich jak teatr Kantora Cricot 2, Teatr Ósmego Dnia, Teatr Gardzienice czy Scena Plastyczna KUL. Sale muzeum tworzą także oprawę dla niektórych koncertów Wratislavia Cantas oraz wielu konkursów architektonicznych. Muzeum jest też miejscem comiesięcznych prezentacji najciekawszych, aktualnie realizowanych polskich projektów architektonicznych pod nazwą „Galeria Jednego Projektu”.
Muzeum wrocławskie szczyci się swoim działem witraży, wśród których znajduje się najstarszy zachowany na ziemiach polskich witraż z przełomu XII i XIII wieku z wizerunkiem proroka Ezechiela. Obok niego wystawione są gotyckie witraże w oryginalnej średniowiecznej konstrukcji z ołowianymi spojeniami, a także późniejsze – „gabinetowe” – z wieku XVI i XVII i nowsze.
W pomieszczeniach muzeum odbywają się trzy razy w roku omówienia prac dyplomowych studentów Wydziału Architektury PWr. Główna nawa kościoła służy jednocześnie jako sala koncertowa i teatralna.

## Dyrektorzy
- prof. dr hab. Olgierd Czerner (1965–2000)
- dr Jerzy Ilkosz (2000–2022)
- Michał Duda (od 2022)[1]